# Dameboldklubben Fortuna Hjørring
Il Dameboldklubben Fortuna Hjørring, nota anche come DBK Fortuna Hjørring o semplicemente Fortuna Hjørring, è una squadra di calcio femminile con sede a Hjørring, in Danimarca. Fondata il 28 ottobre 1966, gioca in Elitedivisionen, massimo livello del campionato danese femminile di calcio. Il club, dai colori sociali bianco e verdi, disputa le partite in casa allo Hjørring Stadion.
Raggiunge il suo massimo risultato a livello internazionale nella primavera del 2003, arrivando a giocare la finale della Coppa dei Campioni femminile, persa 7-1 contro le svedesi dell'Umeå, dopo essere stata sconfitta in casa 0-3 e in Svezia 1-4.
Dall'estate 1982 il club organizza la Dana Cup, importante trofeo internazionale riservato a formazioni di calcio femminile giovanili.

## Storia

### Le origini
Le origini del club risalgono all'esigenza di aggregazione delle fodboldenke, termine che in lingua danese definisce le compagne di calciatori e dirigenti calcistici che non nutrono interesse per il calcio, e che durante una riunione societaria dell'allora Hjørring AIK Frems nel 1966 propongono la creazione di un'associazione femminile per promuovere attività ricreative comuni. Ottenuta l'approvazione, venne fondato il Frems Venner che alla prima riunione costitutiva elessero come consigliere le cinque proponenti.
Alle iniziali attività sociali, come l'organizzazione di una sala bingo nella forsamlingshus cittadina o un reparto di maglieria, si affiancano ben presto quelle sportive, con la creazione di una squadra di tennistavolo durante l'inverno e, nel 1967, di una squadra di pallavolo, iscritta prima alle competizioni amatoriali VGU e poi alla Jydsk Håndbold Forbund (JHF), una delle tre divisioni distrettuali della Federazione di pallamano della Danimarca.
I successivi anni videro una costante espansione delle attività che necessitavano di una conseguente espansione degli ambienti fino ad allora condivisi con quelli dello Hjørring AIK Frems. La pianificata ristrutturazione della sede societaria nel 1969 si concretizzò solo nel 1977 in una nuova costruzione, e mentre la società storica si trasferisce, alcuni membri legati alle attività femminili decidono di rimanere nella vecchia sede dando origine al Fortuna Hjørring.

## Palmarès

### Competizioni nazionali
- Campionato danese: 11

1994, 1995, 1996, 1998-1999, 2001-2002, 2008-2009, 2009-2010, 2013-2014, 2015-2016, 2017-2018, 2019-2020, 2024-2025
- Coppa di Danimarca: 10

1995, 1996, 1999-2000, 2000-2001, 2001-2002, 2005-2006, 2007-2008, 2015-2016, 2018-2019, 2021-2022

### Altri piazzamenti
- UEFA Women's Champions League:

Finalista: 2002-2003

## Statistiche

### Risultati nelle competizioni UEFA
| Stagione | Competizione     | Fase                     | Avversario           | Risultato | Risultato | Risultato |
| Stagione | Competizione     | Fase                     | Avversario           | andata    | ritorno   | aggregato |
| -------- | ---------------- | ------------------------ | -------------------- | --------- | --------- | --------- |
| 2002-03  | Women's Cup      | gironi di qualificazione | Codru Anenii Noi     | 5-0       | 5-0       | 5-0       |
| 2002-03  | Women's Cup      | gironi di qualificazione | Breiðablik           | 9-0       | 9-0       | 9-0       |
| 2002-03  | Women's Cup      | gironi di qualificazione | Babrujčanka          | 3-0       | 3-0       | 3-0       |
| 2002-03  | Women's Cup      | quarti di finale         | Trondheims-Ørn       | 2-2       | 1-0       | 3-2       |
| 2002-03  | Women's Cup      | semifinali               | Arsenal              | 3-1       | 5-1       | 8-2       |
| 2002-03  | Women's Cup      | finali                   | Umeå IK              | 1-4       | 0-3       | 1-7       |
| 2009-10  | Champions League | sedicesimi di finale     | Bardolino Verona     | 4-0       | 1-2       | 5-2       |
| 2009-10  | Champions League | ottavi di finale         | Olympique Lione      | 0-1       | 0-5       | 0-6       |
| 2010-11  | Champions League | gironi di qualificazione | Roma Calfa           | 6-0       | 6-0       | 6-0       |
| 2010-11  | Champions League | gironi di qualificazione | Gazi Üniversitesi    | 12-0      | 12-0      | 12-0      |
| 2010-11  | Champions League | gironi di qualificazione | NSA Sofia            | 3-0       | 3-0       | 3-0       |
| 2010-11  | Champions League | sedicesimi di finale     | Bardolino Verona     | 8-0       | 6-1       | 14-1      |
| 2010-11  | Champions League | ottavi di finale         | 2001 Duisburg        | 2-4       | 0-3       | 2-7       |
| 2011-12  | Champions League | sedicesimi di finale     | Young Boys           | 3-0       | 2-1       | 5-1       |
| 2011-12  | Champions League | ottavi di finale         | Kopparbergs/Göteborg | 0-1       | 2-3       | 2-4       |
| 2012-13  | Champions League | sedicesimi di finale     | Glasgow City         | 2-1       | 0-0       | 2-1       |
| 2012-13  | Champions League | ottavi di finale         | Kopparbergs/Göteborg | 1-1       | 2-3       | 3-4       |
| 2013-14  | Champions League | sedicesimi di finale     | Tavagnacco           | 2-3       | 2-0       | 4-3       |
| 2013-14  | Champions League | ottavi di finale         | Tyresö               | 1-2       | 0-4       | 1-6       |
| 2014-15  | Champions League | sedicesimi di finale     | Rjazan'-VDV          | 3-1       | 2-0       | 5-1       |
| 2014-15  | Champions League | ottavi di finale         | FC Rosengård         | 1-2       | 0-2       | 1-4       |
| 2015-16  | Champions League | sedicesimi di finale     | Minsk                | 2-0       | 4-0       | 6-0       |
| 2015-16  | Champions League | ottavi di finale         | Brescia              | 0-1       | 1-1       | 1-2       |
| 2016-17  | Champions League | sedicesimi di finale     | Athletic Bilbao      | 1-2       | 3-1 (dts) | 4-3       |
| 2016-17  | Champions League | ottavi di finale         | Brescia              | 1-0       | 3-1       | 4-1       |
| 2016-17  | Champions League | quarti di finale         | Manchester City      | 0-1       | 0-1       | 0-2       |
| 2017-18  | Champions League | sedicesimi di finale     | Fiorentina           | 1-2       | 0-0       | 1-2       |

## Organico

### Rosa 2024-2025
Rosa, ruoli e numeri di maglia come da sito ufficiale, aggiornati al 27 maggio 2025.
| N. |                        | Ruolo | Calciatrice                         |
| -- | ---------------------- | ----- | ----------------------------------- |
| 1  | Danimarca (bandiera)   | P     | Freja Rosenkrans Thisgaard          |
| 2  | Stati Uniti (bandiera) | C     | Sidney Masur                        |
| 3  | Romania (bandiera)     | D     | Maria Ficzay                        |
| 4  | Danimarca (bandiera)   | C     | Sofie Lybæk                         |
| 5  | Romania (bandiera)     | D     | Tiia Peltonen                       |
| 7  | Danimarca (bandiera)   | A     | Josefine Valvik Laursen             |
| 8  | Danimarca (bandiera)   | C     | Pernille Skrydstrup Pedersen        |
| 10 | Germania (bandiera)    | C     | Samantha Kühne                      |
| 11 | Romania (bandiera)     | C     | Florentina Olar-Spânu               |
| 12 | Romania (bandiera)     | P     | Andreea Părăluță                    |
| 13 | Danimarca (bandiera)   | A     | Signe Tigist Søndergård Christensen |
| 14 | Giappone (bandiera)    | C     | Shiho Matsubara                     |

| N. |                        | Ruolo | Calciatrice               |
| -- | ---------------------- | ----- | ------------------------- |
| 16 | Danimarca (bandiera)   | P     | Laura Jensen              |
| 17 | Nigeria (bandiera)     | A     | Joy Omewa Ogochukwu       |
| 18 | Danimarca (bandiera)   | D     | Karen Nonboe Mikkelsen    |
| 19 | Danimarca (bandiera)   | D     | Laura Frank Jakobsen      |
| 20 | Danimarca (bandiera)   | C     | Rebekka Frost Frederiksen |
| 22 | Stati Uniti (bandiera) | D     | Kaitlyn Prior Parcell     |
| 23 | Bielorussia (bandiera) | A     | Anastasija Pabjahajla     |
| 24 | Giappone (bandiera)    | A     | Risako Watanabe           |
| 25 | Stati Uniti (bandiera) | C     | Ashley Riefner            |
| 27 | Uganda (bandiera)      | P     | Daphine Nyayenga          |
| 66 | Stati Uniti (bandiera) | D     | Janelle Alysse Cordia     |
| 77 | Danimarca (bandiera)   | C     | Ida Nyholm Sort           |

### Rosa 2020-2021
Rosa, ruoli e numeri di maglia come da sito ufficiale, aggiornati al 23 luglio 2020.
| N. |                        | Ruolo | Calciatrice          |
| -- | ---------------------- | ----- | -------------------- |
| 1  | Stati Uniti (bandiera) | P     | Kelsey Daugherty     |
| 3  | Danimarca (bandiera)   | D     | Olivia Bergmann      |
| 6  | Danimarca (bandiera)   | C     | Sofie Lundgaard      |
| 10 | Danimarca (bandiera)   | C     | Emma Snerle          |
| 11 | Danimarca (bandiera)   | C     | Signe Carstens       |
| 14 | Danimarca (bandiera)   | D     | Rebekka Frederiksen  |
| 15 | Danimarca (bandiera)   | C     | Sara Thrige Andersen |
| 16 | Danimarca (bandiera)   | P     | Freja Thisgaard      |
| 17 | Danimarca (bandiera)   | P     | Sandra Jacobsen      |
| 18 | Danimarca (bandiera)   | D     | Sara Holmgaard       |
| 19 | Danimarca (bandiera)   | A     | Cecilie Christensen  |

| N. |                        | Ruolo | Calciatrice       |
| -- | ---------------------- | ----- | ----------------- |
| 20 | Danimarca (bandiera)   | A     | Lise Dissing      |
| 21 | Danimarca (bandiera)   | D     | Line Grøn         |
| 22 | Danimarca (bandiera)   | C     | Mathilde Carstens |
| 24 | Stati Uniti (bandiera) | C     | Vicky Bruce       |
| 25 | Danimarca (bandiera)   | D     | Siw Gilleladen    |
| 26 | Danimarca (bandiera)   | A     | Frida Sørensen    |
| 28 | Danimarca (bandiera)   | C     | Karen Holmgaard   |
|    | Romania (bandiera)     | A     | Cristina Carp     |
|    | Stati Uniti (bandiera) | D     | Emily Garnier     |
|    | Danimarca (bandiera)   | C     | Olivia Holdt      |